# 토라나

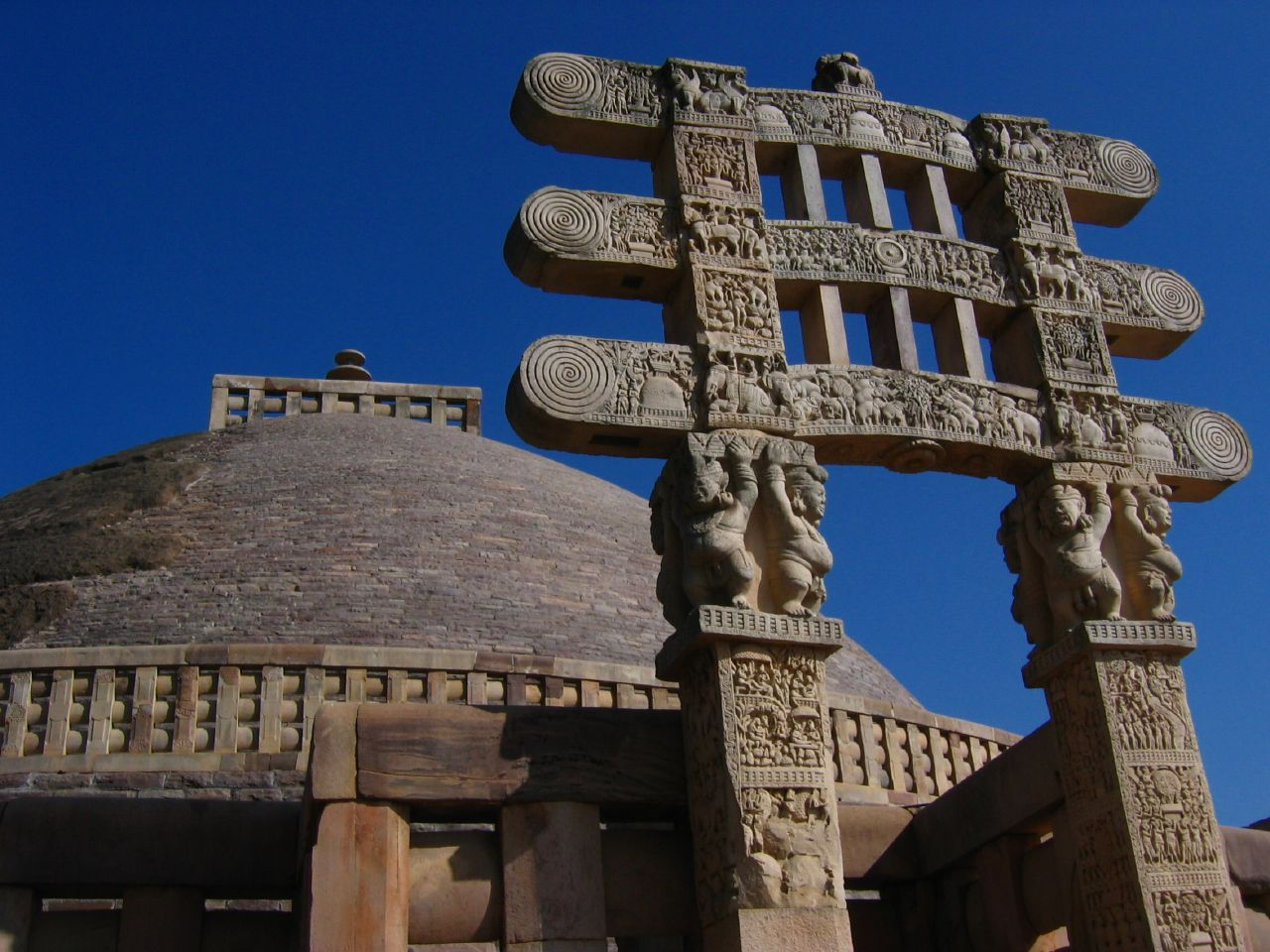
산치 대탑의 북쪽 토라나

토라나(Torana)는 인도 아대륙의 힌두교, 불교, 자이나교 건축에서 의식적인 목적으로 사용되는 독립된 관상용 또는 아치형 문이다. 토라나가 동아시아에 전해져 한국의 홍살문, 중국의 패루, 일본의 도리이에 영향을 줬다는 주장도 있다.

## 같이 보기
- 도리이
- 패방
- 홍살문
- 일주문